# Таке (1944)
«Таке» (Take, яп. 竹) — ескортний міноносець Імперського флоту Японії, який взяв участь у Другій світовій війні.

## Історія створення
Корабель, який став другим серед ескортних міноносців типу «Мацу», заклали 15 жовтня 1943 року на верфі флоту в Йокосуці. Спущений на воду 28 березня 1944 року, вступив у стрій 16 червня 1944 року.

## Історія служби
Невдовзі після завершення, 15 липня 1944-го, «Таке» включили до 43-ї дивізії ескадрених міноносців. Того ж місяця він розпочав свою службу з рейсів із Японії до Окінави та Палау (захід Каролінських островів).
Не пізніше вересня 1944-го корабель перевели на Філіппіни, де він, базуючись на Манілі, займався ескортною діяльністю. Зокрема, відомо, що 4—10 жовтня «Таке» супроводжував конвой MAMI-11 з Маніли до Мірі (центр нафтовидобутку на північно-західному узбережжі Борнео), а 20—26 жовтня охороняв конвой MATA-30, що вийшов з Маніли до Такао (наразі Гаосюн на Тайвані), проте під час переходу був майже повністю знищений підводними човнами. При цьому Таке разом з есмінцем «Харукадзе» все-таки потопили американську субмарину USS Shark. Під завершення бою «Таке» підібрав три з половиною сотні осіб з потопленого транспорта «Арісан-Мару» (проте ігнорував численних військовополонених, які також опинились у воді та майже всі загинули), а 30 жовтня повернувся до Маніли.
Тим часом союзники висадились на філіппінському острові Лейте (та здобули рішучу перемогу над головними силами японського флоту, що спробували вийти в контратаку) і невдовзі «Таке» залучили до транспортної операції TA, метою якої була доставка підкріплень до затоки Ормок на Лейте. 9 листопада 1944-го «Таке» разом з 2 есмінцями вийшли з Маніли для супроводу конвою TA-3. Наступної доби під час прямування через внутрішні моря Філіппін вони зустріли конвой TA-4, який вже повертався з Лейте. Загони частково обмінялись кораблями охорони, при цьому «Таке» рушив із залишками TA-3 до Маніли, куди прибув 11 числа.
24 листопада 1944-го «Таке» вийшов з Маніли разом з конвоєм TA-5. 25 листопада цей загін прибув до порту Баланакан на острові Маріндук (півтори сотні кілометрів на південний схід від Маніли), де став ціллю для ворожих літаків. 2 з 3 швидкісних транспортів виявились втраченим, проте «Таке» вцілів та 26 листопада зміг повернутись до Маніли.
1 грудня 1944-го «Таке» вирушив з Маніли у складі третього ешелону конвою TA-7, разом зі ще одним ескортним есмінцем «Кува» супроводжуючи три швидкохідні транспорти. У ніч проти 3 грудня загін почав розвантаження в пункті призначення, при цьому невдовзі його спробували атакувати три американські есмінці. «Кува», який патрулював у морі, першим вступив у бій, але вже за кілька хвилин унаслідок численних влучань снарядів вийшов з ладу, а потім затонув. «Таке» без затримок рушив для відсічі й невдовзі теж був неодноразово уражений снарядами. Втім, влучання японської торпеди в есмінець «Купер» призвела до його швидкої загибелі та примусила американців до відступу. Зазвичай вважається, що саме залп з «Таке» уразив ворожий корабель, проте все-таки існує ймовірність, що в «Купер» поцілили з «Кува» (американський корабель був вражений торпедою, коли «Кува» ще вів бій, а водолазне обстеження показало, що один з торпедних апаратів «Кува» був розряджений). Хоча пошкоджений «Таке» міг використовувати лише половину своїх машин, 4 грудня йому вдалось повернутися до Маніли.
Того ж грудня 1944-го «Таке» ескортував конвої з Маніли через Формозу до порту Моджі, після чого пройшов у метрополії ремонт. По завершенні останнього корабель залишився у водах Японського архіпелагу, а станом на літо 1945-го отримав можливість нести одну людино-торпеду «кайтен». На момент капітуляції Японії «Таке» перебував у Майдзуру (обернене до Японського моря узбережжя Хонсю).
У жовтні 1945-го «Таке» виключили зі списків ВМФ та призначили для участі в репатріації японців (по завершенні війни з окупованих територій на Японські острови вивезли кілька мільйонів військовослужбовців та цивільних осіб японської національності). 16 липня 1947-го корабель передали британцям, які пустили його на злам.